# Saint-Caprais-de-Bordeaux
 Saint-Caprais-de-Bordeaux  es una población y comuna francesa, situada en la región de Aquitania, departamento de Gironda, en el distrito de Burdeos y cantón de Créon.

## Demografía
| 666 | 884 | 1006 | 1805 | 2321 | 2534 |
| Para los censos de 1962 a 1999 la población legal corresponde a la población sin duplicidades (Fuente: INSEE [Consultar]) |     |      |      |      |      |